# مشروع آلان بارسونز (فريق روك)
مشروع آلان بارسونز (بالإنجليزية: The Alan Parsons Project)‏ هو فريق لموسيقى الروك بريطاني، قدم أعماله بين عامي 1975 و 1990، وتكون الفريق من:
آلان بارسونز: إنتاج وهندسة صوتية وبرمجة وتكوين ولوحات المفاتيح والجيتار.
إريك وولفسون: تلحين وكلمات وبيانو ولوحات مفاتيح وغناء وإنتاج تنفيذي.
رافقهم عدد متفاوت من موسيقيي الجلسات (عازف يشترك في إحدى أعمال الفريق ولا يستمر) مثل عازف الجيتار إيان بيرنسون والمنظم أندرو باول وعازف الجيتار والمغني ديفيد باتون وقارع الطبول ستيوارت إليوت والمغنين ليني زكاتيك وكريس رينبو.
تُنسب جميع اغاني البومات الفريق إلى وولفسون / بارسونز.
أصدر فريق آلان بارسونز أحد عشر ألبومًا (تسجيل استوديو) في مسيرته المهنية التي استمرت 15 عامًا.

## وصلات خارجية
مشروع آلان بارسونز (فريق روك) على موقع IMDb (الإنجليزية)
- مشروع آلان بارسونز (فريق روك) على موقع ميوزك برينز (الإنجليزية)
- مشروع آلان بارسونز (فريق روك) على موقع أول ميوزيك (الإنجليزية)
- مشروع آلان بارسونز (فريق روك) على موقع ديسكوغز (الإنجليزية)